# Partie polityczne Libanu
Partie polityczne w Libanie różnią się od partii politycznych w rozumieniu europejskim. Nie odgrywają one większego znaczenia w polityce kraju. Wyrasta to z konfesjonizmu, który ugruntował się w praktyce życia politycznego. W myśl niepisanej zasady skład parlamentu oraz podział stanowisk pomiędzy chrześcijan i muzułmanów w administracji państwowej, sądownictwie i armii jest z góry określony. Wynika to z dużego zróżnicowania społecznego w Libanie.
Większość "partii" to tylko zwykłe listy kandydatów do Zgromadzenia Narodowego przedstawiających różne wspólnoty religijne. Luźne koalicje wyborcze tworzone są zazwyczaj tuż przed wyborami i rzadko trwają dłużej niż do wyborów.